# ろんぐらいだぁす!
『ろんぐらいだぁす！』は、三宅大志による日本の漫画作品。『月刊ComicREX』（一迅社刊）にて2012年11月号より連載開始。2018年5月号以降は休載していたが、2019年に『月刊ブシロード』（ブシロードメディア→ブシロードクリエイティブ刊）へ移籍し、『ろんぐらいだぁすとーりーず！』へ改題して2019年4月号より連載を再開している。2019年7月時点でシリーズ累計発行部数は100万部を突破している。
コミックスのほか、コミックス限定版に付属するサウンドドラマや、インターネットラジオ『らじおらいだぁす！』、自転車を題材にしたテレビ番組『てれびらいだぁす！』、テレビアニメ化など、メディアミックスも行われている。
自転車のロングライドを題材にした同人誌『LONGRIDERS』を前身とした作品で、自転車初心者の女子大生がサイクリングの楽しさや厳しさを体感しながら、自転車による長距離サイクリングイベントのブルベの一種・フレッシュを目指す物語。

## あらすじ
第1巻
倉田亜美は、特にこれといった取り柄もない大学1年生。ある日街中で見かけた折り畳み自転車に一目惚れしてしまい、貯金を全額おろして折り畳み自転車を購入し、幼馴染みの新垣葵と早速境川サイクリングロードにサイクリングに出かけるが、途中でハンガーノックになって動けなくなってしまう。たまたま通りかかった2人組の女性サイクリストから補給食を分けてもらって事なきを得た亜美は、後日大学構内でそのサイクリスト - 西條雛子と一之瀬弥生 - と再会。これをきっかけに仲良くなった4人は、手始めに三浦半島をツーリングすることとなる。
第2巻
大垂水峠を走破して少し自信がついてきた亜美はヤビツ峠に挑戦するが、暑さで塩分不足に陥って足をつってしまい、途中で引き返すことになる。亜美を気遣う葵は気分転換になればと亜美を家族旅行に誘って渋峠に向かうが、そこで亜美は国道最高地点まで自転車で登ってきた女性サイクリスト・高宮紗希に衝撃を受け、彼女や雛子たちが乗っているロードバイクに関心を持つようになる。旅行から帰って自分のロードバイクを購入した亜美は、嬉しさのあまり単独で江の島までサイクリングに出かけるが、そこで仲間とサイクリングをすることの楽しさを改めて実感する。
第3巻
ロードバイクを手に入れてヤビツ峠に再挑戦して完登を果たした亜美は、道中ですれ違ったお揃いのジャージを着た一団が気になり、自分といつも一緒に走る葵・雛子・弥生・紗希の5人で仲間の目印としてチームジャージを作りたいと提案し、快諾される。チーム名もチーム・フォルトゥーナに決定し、自分がデザインしたジャージを目の前にして、亜美のテンションは上がる一方。
いつかチーム・フォルトゥーナの仲間でフレッシュに出るという目標を作った亜美は、葵・雛子・弥生の4人で長野県で開催される100マイル（160キロ）を走破するセンチュリーライド（アニメ版ではあづみのオータムライド）に挑戦、制限時間ぎりぎりながらもなんとか完走を果たす。完走できた歓喜に浸る亜美だが、同時に自分にはまだ走力も経験も不足していることを実感する。そんな亜美に雛子や紗希は練習会への参加を促すが、内容のハードさを聞いた亜美は及び腰。ならばと弥生はフレッシュにも必要な経験だからとナイトライド（夜間走行）を提案する。
第4巻
弥生が提案したナイトライドは、静岡県伊東までの100キロ超で、しかも徹夜で走るオーバーナイトというものだった。最初は警戒していた亜美だったが弥生に言葉巧みに誘導されて初のナイトライドに出発、途中でライトの電池が切れて怖い思いもするが、夜が明けて町が動き出す瞬間を目の当たりにしてナイトライド、そしてオーバーナイトの魅力を知る。その後、結局亜美は雛子に騙される形で練習会に参加することになるが、フレッシュに出るために自分にはもっと走力が必要なこと、そのためには高負荷を掛けた練習を続けることが大切だと学ぶ。
亜美は金谷までのサイクリングを企画するが、ロードバイクの不調で一旦は断念。しかし雛子の提案で、「ポンタ君」で行く東京湾フェリーを利用してのポタリングに切り替える。自転車で行く散歩ともいえるポタリングに初めて触れ、また自転車が好きになる亜美。後日ぶらりと近所を流していた亜美は、途中で同じ大学の佐伯美弥に出会い、初めて自転車に乗り始めたころの自分を思い出し、今度一緒に走ろうと誘って友達になる。
第5巻
春休み、初の遠方への自転車旅行として広島県尾道市の向島側から愛媛県今治市までの「しまなみ海道」へ行くことになったチーム・フォルトゥーナ。亜美は風光明媚な瀬戸内海を満喫しながら効率の良い荷造りの方法や初めての雨天ライドを経験し、ブルベにも応用できる泊りがけの長距離ツーリングの心得を学び、さらに帰ってから雨天ライド後の自転車メンテナンスの重要性を知る。
以前知り合った美弥の初めての長距離サイクリングで亜美はプランニングや初めて体験するリード（先導役）に悪戦苦闘するが、美弥の満足した表情を見て安堵する。
第6巻
紗希が見せてくれた渋峠の雪の回廊の写真に触発され、渋峠に行くことにした亜美。30キロという長距離を登らなければならない渋峠を完登するための経験を積む意味で、椿ラインの20キロを筆頭に、道志みちや奥多摩周遊道路など各所の登りを経験した亜美は、満を持して渋峠に挑戦し、完登を果たす。かつて「こんなところまで自転車で登るのは無理」と言っていた亜美にとって、渋峠完登は自転車でどこにでも行けるという自信を与える特別な意味を持つものとなる。
第7巻
ポタリング中、偶然ブルベの最中の紗希に出会った亜美と葵は、ブルベがどんなものかを体感するために三浦半島を回るブルベ形式の走行会に参加する。亜美は強烈な向かい風に行く手を阻まれた上に足もつってしまい、PC1（第1チェックポイント）でタイムアウトとなってしまうが、雛子との電話の中で今後フレッシュに参加するためにも最後まで走りきることを決意。全てのPCを通過して最終的には時間内にゴールにたどり着いた亜美を祝福しながら、雛子と弥生はフレッシュで最後まで諦めないことの大切さを諭す。
夏休みに雛子たちが毎年行っているという木崎湖へ自転車合宿に訪れたチーム・フォルトゥーナ。山がちの長野県ということで各地の山や峠を走り回る亜美たち。小熊山へのナイトヒルクライムや嶺方峠完登を経て、合宿最終日に亜美は自転車で行ける日本最高地点であり、自転車乗りの聖地である乗鞍岳・畳平を目指す。
第8巻
乗鞍岳のヒルクライムに挑戦中の亜美。疲労困憊ながらも今までの経験を駆使して、亜美は乗鞍の急坂を登り続ける。そんな亜美を見守る伴走の弥生は、亜美の登りでの走力が自分に近づいていることを感じ、葵は自転車を始めてからの亜美の変容ぶりに感慨を覚える。そして乗鞍を完登した亜美に、雛子はそろそろブルベに出ても問題ないだろうと賛辞を贈る。
妹の恵美と一緒に江の島にサイクリングに来た亜美。恵美はサイクリング中に姉の頼もしさを実感するとともに道中の苦しさに勝る完走の楽しさを体感し、より自転車に興味を持つ。そして偶然にも江の島に来ていた弥生と葉月に出会い、クラスメイトの葉月が弥生の妹だと知ることになる。
夏休みの終わり、ブルベで走る400キロという距離を体感し、さらに現時点での自分の純粋な走力を知りたいと思った亜美は、葵とともに江の島から直江津までおよそ360キロの日本横断に出発する。
第9巻
直江津までの日本横断に挑戦中の亜美と葵。深夜の走行中に極度の空腹に襲われるが運悪く食堂もコンビニもなく、ハンガーノック直前で辛くも深夜営業しているラーメン屋を発見したり、眠気に襲われたためにドライブインへ立ち寄って仮眠をとるなど、亜美はナイトライドの厳しさを改めて知る。碓氷峠を経由し軽井沢に到着した亜美たちは、予定していた軽井沢で宿を取ることができずに小諸まで足を延ばして初日の宿を確保する。200キロ走行の時点で200キロのブルベの制限時間から5時間遅延していることを知って落胆したり、翌日小諸を発った後に極度の筋肉痛に襲われたり、通りがかりの見知らぬサイクリストとのコミュニケーションを体験しながら、亜美は自転車の奥深さを改めて実感する。
一方、雛子・弥生・紗希も亜美たちとは別に直江津を目指して出発する。
第10巻

## 登場人物

### チーム・フォルトゥーナ
亜美・葵・雛子・弥生・紗希の5人で結成したサイクリングチーム。後に美弥が加わって6人になる。全員同じ大学に通っている。チーム名の「フォルトゥーナ」は、ローマ神話に登場する運命の輪を司る幸運の女神が由来である。
倉田 亜美（くらた あみ）
声 - 東山奈央
本作の主人公。大学1年生 → 2年生（第6巻で同級生の葵が2年生になっている）。これといって特技のない小柄な女性。チーム・フォルトゥーナの発起人。
何もないところで転ぶほどの運動音痴。自転車は問題なく乗れるものの、初心者であり自転車に関する知識もほとんどないため、走行距離の長さや購入費用の高額さに驚いたり、初めてのサイクリングでハンガーノックに陥ったりとさまざまなトラブルに見舞われるが、葵・雛子・弥生・紗希らに支えられて困難を乗り越え、自転車乗りとして成長していく。当初は『自転車なら、何をやっても長続きしない私でも長く続けていけるかも』という程度の動機だったが、乗り続けていくうちに自転車がどんどん好きになっていき、試練やトラブルでさえも自身の成長のためには必要なことだと前向きに捉えるポジティブな思考を持つようになる。
当初は街で見かけた折り畳み自転車・r&m・BD-1を買おうとするが、あまりの高価格に購入を断念。しかし別の自転車店で大友商事（現・オオトモ）の折り畳み自転車PONTIAC Firebird FDB166に一目惚れしてこれを購入し、「ポンタ君」と名付ける。その後、ロードバイクに乗る雛子、弥生、紗希に出会うことでロードバイクに興味を持ち、ついには一念発起して型落ちながらもフォーカス・Culebro SL 3.0を購入する。
現在の目標は、チーム・フォルトゥーナの5人でフレッシュに挑戦して完走すること。しかしブルベやフレッシュは20歳以上でないと参加できないため、年齢が満たっていない現在はフレッシュに出るための走力や知識、経験を積み重ねており、チーム・フォルトゥーナの遠征先を自ら提案して実行するなど、物語の進行に伴い着実に成長している。
絵心があり、チームジャージのデザインを自ら起こしている。
新垣 葵（にいがき あおい）
声 - 五十嵐裕美
亜美と同い年の幼馴染み。大学1年生 → 2年生。運動神経抜群でスタイルも良い才女。男のようなさばさばした口調で話す。
自転車経験者であり、普段はジャイアントのクロスバイク・Escape RX3に乗っている。フェルトのロードバイク・F55も所持しており、亜美がロードバイクを入手して以降、チームのサイクリングにはこちらで参加している。ナイトライド（夜間走行）に並みならぬ情熱を持ち、その際には自転車にこれでもかとライトを満載して現れ、雛子らに「光害」であると言わしめている。
亜美が見かけた折り畳み自転車と同じ物を売っている販売店を紹介したり、亜美をサイクリングに誘ったりと、初期における亜美の先導役。その亜美とは家族ぐるみの付き合いをしており、非常に仲が良い。一方で亜美のことを大事に思うあまり、少々過保護になる所がある。アニメ版では亜美を大事に思う部分が強調されており、雛子たちに亜美のことを茶化されて赤面するシーンが多々ある。
クールな振る舞いに反して、可愛いものに目がないという一面も持つ。犬が苦手。普段は亜美のペースに合わせて走っているが、雛子たちについていくために毎回へとへとになっている亜美とは対照的に体力的には余裕の走りを見せていたり、ナイトライドで自転車にライトを満載して現れた際に「普通に走る分には（自転車の）重さなんか関係ない」と言ってのけたりと、雛子や紗希からは本気を出したらすごい走力を持っているのではないかと思われている。
重度の自転車好きの父・正臣に連れられて、過去に太平洋側から日本海側の日本横断を経験している。その父は葵の自転車をカスタマイズしている他、妻（葵の母）に内緒でいろいろな（高額な）機材を所持しており、葵は亜美のためにガーミンの自転車用GPS端末を借りたりしている。
西條 雛子（さいじょう ひなこ）
声 - 大久保瑠美
亜美と葵が通う大学の先輩。大学3年生 → 4年生（第10巻）。亜美以上に小柄で、金髪のツインテールと八重歯が特徴のチームのまとめ役。
亜美と葵の初のサイクリング時に、亜美がハンガーノックで倒れている所に弥生と共に通りかかり、葵に頼まれて彼女に補給食を渡すなど介抱する。この時は互いに名乗らずに別れたが、翌日大学の構内で再会し、これをきっかけに亜美たちと一緒に走るようになる。補給食は常時携帯しており、この時にも筋肉痛で動けなくなっていた亜美に「なんか食うか？」と言ってジェルタイプの補給食を差し出している。
かなりノリの良い性格で、「そんなにきつくない」「大した距離じゃない」と言いつつ、初心者の亜美をアップダウンの激しいコースや長距離ライドに連れ出したりする多少強引な面がある。その一方で同年代の女性の自転車仲間をもっと増やしたいと思っており、亜美の相談を聞いてあげたり亜美にアドバイスをするなど、亜美に対しては思いやりを持って接しながら成長を見守っている。
実家は座間にある中華料理屋。自転車資金のねん出のために接客のアルバイトをしているが、制服は母親の意向によりチャイナドレスやバニーガールスタイル。それ目当てで来る客も多く、またバイト代も破格であるため、嫌々ながらも引き受けている。
弥生とともにフォルトゥーナ以外の地元の自転車クラブにも所属しており、ロングライド界隈ではそれなりに名前が知られた存在。ブルべに選手やスタッフとして関わったり、亜美がブルべ参加を目標に頑張る姿を見て、自分もブルべを運営する側に回ってみたいと思うようになる。大学卒業後は弥生・紗希ともども大学院に進学することが決まっている。
登りが得意分野であり、紗希とは事ある毎に張り合っている。使用バイクはカレラ・PHIBRA two。
一之瀬 弥生（いちのせ やよい）
声 - 黒澤ゆりか
雛子と同級生で、大学3年生 → 4年生。ウェーブの掛かった髪とグラマラスなスタイルが特徴の女性。
雛子と同じく、亜美がハンガーノックで倒れている所に遭遇し、介抱する。
口数は少なめでおっとりしており、いつもニコニコしている。押しの強い雛子のブレーキ役でもあるが、亜美を仲間に引き入れたい気持ちは雛子と同じであり、徹夜で走行するオーバーナイトを伴うナイトライドに言葉巧みに亜美を誘い込んでいる。
亜美が汗のかきすぎによる塩分不足で足をつった際に、亜美に塩飴を提供して介抱するなど、仲間への配慮や準備をする優しい面もある。
家は裕福で、自宅には自分の自転車専用のガレージがある一方、自転車の資金は父の会社を手伝って稼いでいる。
チームが遠征に車を使用する際は基本的に彼女がハンドルを握っている。また、自転車機材に関する知識と愛情はチーム一で、コンポーネントの取替やホイールの振れ取りのみならず、自分で自転車を組んでしまうほどの機材マニア。登りは苦手。
雛子とともにフォルトゥーナ以外の地元の自転車クラブにも所属しており、ロングライド界隈ではそれなりに名前が知られた存在。大学卒業後は雛子・紗希ともども大学院に進学することが決まっている。
使用バイクはエム、マキノサイクルファクトリーのオーダーメイド・クロモリフレームのロードバイク。
高宮 紗希（たかみや さき）
声 - 日笠陽子
雛子と弥生の同級生で、大学3年生 → 4年生。雛子と弥生の自転車仲間。黒髪のポニーテールが特徴で、弥生に負けず劣らずの巨乳。チーム・フォルトゥーナの名付け親。
新垣家の家族旅行で亜美も同行した渋峠の日本国道最高地点に行った亜美たちの前にロードバイクに乗って現れ、亜美がロードバイクを購入するきっかけとなる。後日雛子に紹介される形で再会する。
重度の自転車オタクで、日々アルバイトやロングライドに勤しんでいるために大学には単位取得が危ぶまれるほどに顔を出さず、雛子からもレアキャラ扱いされている。アニメ版ではソロライド一辺倒の考えから、亜美たちと走ることを通じてチームで走ることの楽しさを知ったことを亜美たちに告白する描写がある。
走力はチーム・フォルトゥーナのメンバーの中でも群を抜いて高く、出発地点がどこであろうと輪行ではなく自走で現れ、サイクリング終了後に自分だけ別の目的地に向けてそのまま走り去ることもしばしば。日本各地で開催されるブルベに参加してSR（シューペル・ランドヌール）ランクを獲得するほどの実力の持ち主で、ブルベの最高峰と言われるパリ・ブレスト・パリに参加することが夢。大学卒業後は雛子・弥生ともども大学院に進学することが決まっている。
サイクリングルートのグルメスポットは全て抑えるほど食い意地が張っている。しかも大食漢で、馴染みのカフェに彼女専用のスペシャルメニューがあるほど。
使用バイクはエム、マキノサイクルファクトリー・MK01。ロードバイクに乗り始めて半年の時点では、キャノンデールのロードバイクを使用している。
佐伯 美弥（さえき みや）
声 - 楠田亜衣奈
大学で亜美と同じ講義を受けている大学生。
普段は大人しく、あまりしゃべらないので亜美もそれほど深い面識はなかったが、近所でパンクして困っている所で亜美と出会い、これをきっかけに友人になる。アニメ版では自転車を始めた動機がはっきり描かれており、講義で一緒になった時に聞く亜美の自転車の話に触発されて自転車を始めている。ロードバイクを購入してからはひとりでヤビツ峠に走りに行ったりする一方、亜美も率先して一緒にサイクリングをしながらロードバイクやサイクリングのイロハを教えていたが、友人と一緒に走ることの楽しさをもっと感じたいとチーム入りを希望し、チーム・フォルトゥーナの一員となる。
使用バイクはビアンキのクロモリロードバイク・Vigorelli。

### その他関係者
パカさん
声 - 東城咲耶子
亜美たちが普段より利用している自転車店「アルパカサイクル」の店長。本名は羽川 香澄（はねかわ かすみ）。頭にアルパカの被り物をしており、語尾に「パカ」を付ける喋り方をする。
亜美たちの自転車に関する相談や整備についても親身になって対応しているが、その際に「アルパカサイクル」が取り扱っている商品をしばしば購入させようとする。
自身もロードバイクに乗っており、手賀沼での練習会ではキャノンデールのロードバイクに乗って現れ、亜美たちを高速で先導するなど腕前はかなりのもの。ロードバイク乗車時も、ヘルメットの上からアルパカの被り物をしている。
津田さん
声 - 津田健次郎
サイクルカフェ「Allez（アレー）」の店主。サウンドドラマで先行登場、本編には第6巻に登場する。自転車に対する理解が深く、盗難防止のために店内にサイクルスタンドを置いている他、前述のように紗希専用のメニューを置いている。
倉田 恵美（くらた えみ）
声 - 渡部優衣
亜美の妹で中学3年生。サイクリングにのめりこむ姉が奇行に走っていると思うようになり、心配している。後には亜美の楽しげな様子に刺激されて自らもサイクリングを始めてみたいと思うようになり、亜美の「ポンタ君」を借りて姉妹でサイクリングに行くようになるが、回数を重ねるにつれて自分の自転車が欲しくなり、貯金をはたいてジャイアント・Escape R3を購入する。サイクリングは好きだが、片道17キロを「近い」と表現する姉の感覚はまだ理解できていない。
原作ではチーム・フォルトゥーナには入っていないが、アニメ版最終話で作者の三宅大志が描いたエンドカードでは、彼女もチームジャージを着ている。
一之瀬 葉月（いちのせ はづき）
外伝小説『ぱぁしゅうたぁず』の主人公で、弥生の妹。中学3年生。自転車に関しては初心者。自転車に熱中する姉と距離ができたように感じて寂しく思っていたが、八重に誘われて一緒にサイクリングに出かけ、いつか弥生とも一緒に走りたいと思うようになる。
恵美のクラスメイトで自転車友達だが、お互いの姉同士も知り合いでしかも同じチームだということは、第8巻でサイクリング中に偶然出会うまで知らなかった。
使用バイクはデ・ローザ・SUPERKING。弥生のお下がりだが、弥生が葉月のためにパーツを厳選し、想いを込めて組んだものである。
四方田 八重（よもだ やえ）
外伝小説『ぱぁしゅうたぁず』に登場する葉月のクラスメイトで親友。自転車の経験は豊富で、中学生ながらセンチュリーライドの完走経験もある。野性的であまり女子らしくはないが、友達思い。弥生との関係に思い悩んでいた葉月をサイクリングに引っ張り出し、弥生に追いつこうと決意するきっかけを作る。
使用バイクはルイガノ・LGS-CTR COMP。

## 書誌情報
第9巻までと第0巻、第6.5巻、小説版は2020年、ブシロードメディアより毎月1巻ずつ新装版を発売。各巻に新規エピソードが追加された。
- 三宅大志 『ろんぐらいだぁす！』 一迅社〈REXコミックス〉（第1巻 - 第9巻）、ブシロードメディア〈KADOKAWAコミックス〉（第10巻、および第9巻までの新装版）既刊10巻（2020年4月8日現在）
  1. 2013年3月27日発売[11]、ISBN 978-4-7580-6367-8
    - 新装版：2020年1月8日発売[12]、ISBN 978-4-04-899452-1

  2. 2013年10月26日発売[13]、ISBN 978-4-7580-6414-9
    - 新装版：2020年2月7日発売[14]、ISBN 978-4-04-899453-8

  3. 2014年7月26日発売[15]、ISBN 978-4-7580-6446-0
    - 限定版：2014年7月26日発売[16]、ISBN 978-4-7580-6447-7
    - 新装版：2020年3月6日発売[17]、ISBN 978-4-04-899456-9

  4. 2014年12月27日発売[18]、ISBN 978-4-7580-6482-8
    - 特装版：2014年12月27日発売[19]、ISBN 978-4-7580-6484-2
    - 新装版：2020年4月8日発売[20]、ISBN 978-4-04-899458-3

  5. 2015年5月27日発売[21]、ISBN 978-4-7580-6506-1
    - 特装版：2015年5月27日発売[22]、ISBN 978-4-7580-6507-8
    - 新装版：2020年6月8日発売[23]、ISBN 978-4-04-899461-3

  6. 2015年12月26日発売[24]、ISBN 978-4-7580-6561-0
    - 特装版：2015年12月26日発売[25]、ISBN 978-4-7580-6562-7
    - 新装版：2020年7月8日発売[26]、ISBN 978-4-04-899463-7

  7. 2016年6月27日発売[27]、ISBN 978-4-7580-6596-2
    - 特装版：2016年6月27日発売[28]、ISBN 978-4-7580-6597-9
    - 新装版：2020年10月8日発売[29]、ISBN 978-4-04-899468-2

  8. 2016年11月26日発売[30]、ISBN 978-4-7580-6633-4
    - 特装版：2016年11月26日発売[31]、ISBN 978-4-7580-6634-1
    - 新装版：2020年11月7日発売[32]、ISBN 978-4-04-899469-9

  9. 2017年7月27日発売[33]、ISBN 978-4-7580-6673-0
    - 特装版：2017年7月27日発売[34]、ISBN 978-4-7580-6678-5
    - 新装版：2020年12月8日発売[35]、ISBN 978-4-04-899472-9

  10. 2019年7月31日発売[36]、ISBN 978-4-04-899447-7
    - 特装版：2019年7月31日発売[37]、ISBN 978-4-04-899446-0
- 三宅大志 『ろんぐらいだぁすとーりーず！』 ブシロードメディア
  1. 2021年6月8日発売[38]、ISBN 978-4-04-899484-2
    - 特装版：2021年6月8日発売[39]、ISBN 978-4-04-899485-9

  2. 2024年9月6日発売[40]、ISBN 978-4-04-899635-8
- 三宅大志（漫画） ・ LONGRIDERS（原案・企画協力） 『ろんぐらいだぁす！ 0』2014年5月27日発売[41]、ISBN 978-4-7580-6445-3
  - 著者がブログやTwitterで発表したイラストや、連載前の試作ネームを作画した漫画を一冊にまとめたもの。
  - 新装版：2020年5月7日発売[42]、ISBN 978-4-04-899460-6
- 三宅大志 『ろんぐらいだぁす！ 6.5』2016年5月27日発売[43]、ISBN 978-4-7580-6586-3
  - メロンブックスの販促用漫画やCOMIC ZINの販促用ツーリングガイド出張版、webで発表したラフイラストの完成版などを収録したもの。
  - 新装版：2020年9月8日発売[44]、ISBN 978-4-04-899465-1
- 三宅大志　『ろんぐらいだぁすとーりーず！ 1.5』KADOKAWA〈ブシロードコミックス〉、2022年2月8日発売[45]、ISBN 978-4-04-899509-2
  - 特装版：2022年2月8日発売[46]、ISBN 978-4-04-899510-8
- 三宅大志 『ろんぐらいだぁす！短編集』 KADOKAWA〈ブシロードコミックス〉、2024年5月8日発売[47][48]、ISBN 978-4-04-899540-5
  - 特装版：2024年5月8日発売[47][49]、ISBN 978-4-04-899541-2
- 三宅大志、その他 『ろんぐらいだぁす！』ツーリングガイド 一迅社 
  - 作中でキャラクターたちが走ったコースの紹介や、ブルベやフレッシュの参加レポートを紹介するツーリングガイド。他にも自転車と女の子を題材にしたアンソロジーコミックや番外編小説を掲載。
    1. 2013年7月27日発売、ISBN 978-4-7580-6406-4
    2. 2014年6月27日発売、ISBN 978-4-7580-6455-2
    3. 2015年7月25日発売、ISBN 978-4-7580-6538-2
    4. 2017年3月27日発売、ISBN 978-4-7580-6646-4
- 三宅大志（原作） ・ 阿羅本景（著者） 『ろんぐらいだぁす！ 〜ぱぁしゅうたぁず ろんぐらいだぁす！・じゅにあ〜』
  - 公式ノベライズ。ツーリングガイドに掲載された番外編小説に書き下ろしを加えて単行本化したもの。
    1. 2016年6月27日発売、ISBN 978-4-7580-6598-6
      - 新装版：2020年8月7日発売[50]、ISBN 978-4-04-899464-4

    2. 2022年10月11日発売[51]、ISBN 978-4-04-899535-1
- 三宅大志（原作） 『ろんぐらいだぁす！アンソロジーコミック』2016年12月27日発売、ISBN 978-4-7580-6637-2
  - アンソロジーコミック。原作者を含む19名が執筆。

## イメージソング
「Starting up」
作詞・作曲 - rino / 歌 - ChouCho

## ラジオ
らじおらいだぁす！
HiBiKi Radio Stationにて2014年4月2日から6月25日まで、毎週水曜日に配信された。全13回。パーソナリティは、津田健次郎（サイクルカフェのマスター役）、五十嵐裕美（新垣葵役）、黒澤ゆりか（一之瀬弥生役）。
らじおらいだぁす！ A&G出張版 〜つだけん・ゆきんこ・ゆっかの動画大作戦！〜
上記のラジオ『らじおらいだぁす！』を編集した内容と、初出し動画を加えた番組。超!A&G+にて2014年7月7日から9月29日まで、毎週月曜日 18:30 - 19:00 に配信された。全13回。パーソナリティは、津田健次郎、五十嵐裕美、黒澤ゆりか。
らじおらいだぁす!!〜津田健次郎・五十嵐裕美・黒澤ゆりかの動画大作戦！〜
超!A&G+にて2015年10月5日から12月28日まで、毎週月曜日に配信していた動画番組。HiBiKi Radio Stationでは2015年10月6日から12月29日まで、毎週火曜日に音声のみを配信していた。パーソナリティは、津田健次郎、五十嵐裕美、黒澤ゆりか。
ろんぐらいだぁす！らじおフレッシュ
テレビアニメ放送にともない、音泉にて2016年10月1日から12月24日まで毎週土曜日に配信、以降は2017年1月28日、2月25日（最終回）に配信された。パーソナリティは、東山奈央（倉田亜美役）、日笠陽子（高宮紗希役）。

## テレビアニメ
| 原作                         | 三宅大志                                                       |
| 監督                         | 吉原達矢                                                       |
| シリーズ構成                 | 高橋ナツコ                                                     |
| キャラクターデザイン         | 普津澤時ヱ門                                                   |
| プロップデザイン             | 山口飛鳥、田中克憲                                             |
| 自転車監修アニメーター       | 北島信幸                                                       |
| 自転車作画監督               | 伊集院いづろ                                                   |
| 美術監督                     | 小幡和寛                                                       |
| 色彩設計                     | 原田幸子、古市裕一                                             |
| 撮影監督                     | 浅川茂輝                                                       |
| 3D監督                       | 内山正文                                                       |
| 編集                         | 吉武将人                                                       |
| 音響監督                     | 森下広人                                                       |
| 音楽                         | 堤博明                                                         |
| 音楽プロデューサー           | 木皿陽平                                                       |
| チーフプロデューサー         | 森本浩二、小倉充俊                                             |
| プロデューサー               | 石井宏一、福良啓、杉田敦 河西正文、山崎史紀、木皿陽平 大室正勝 |
| アニメーションプロデューサー | 丸山俊平                                                       |
| アニメーション制作           | アクタス                                                       |
| 製作                         | ろんぐらいだぁす！製作委員会                                   |

2015年4月25日に開催された「キャラクターサイクルウェアミーティング 第2回 GSRカップ CYCLE RACE」にてテレビアニメ化が発表され、同年11月6日に開催された「サイクルモードインターナショナル2015」で2016年秋からの放送予定であることが発表。2016年10月からAT-Xほかにて放送された。全12話。本放送時、第1話は2016年10月1日に立川シネマシティ シネマツー b studioにて先行上映会が開催された。
原作の第1巻から第5巻までがアニメ化されている。自転車や背景は、3D制作を担当するラークスエンタテインメントによる3Dモデルとの複合描写となっている。

### 放送延期
第3話は制作上の都合により放送を延期し、第1話を再放送することになった。また、第5話についても同様の理由で放送を延期することとなり、「【特別編「わたしのサイクルアルバム」】」（第4.5話）を放送した。要は第1話 - 第4話の総集編で、解説ナレーションもあり、自転車の知識が少なくてもさらに理解できるようになっている。これらに押し出される形で第11・12話は2016年内に放送できなくなり、2017年2月以降に時期をずらして放送することが決定した。
その後、第11・12話は、AT-Xでは第1話 - 第12話の一挙放送にて、BS11では2話連続で放送し、地上波は2日または2週連続で放送されることが2017年2月に決定した。インターネット配信では、同年2月5日以降に第11・12話の配信をスタートした。なお、AT-Xでの一挙放送とインターネット配信に合わせ、同年2月4日には第11・12話の上映会が東京と広島で開催された。

### 主題歌
オープニングテーマ「♡km/h（）」（第1話 - 第11話）
作詞 - meg rock / 作曲・編曲 - y0c1e / 歌 - Ray
第12話では挿入歌として使用。
オープニングアニメーションは、第4話までは第1話や第2話の本編から流用した素材で大半が構成され、第5話からはすべて新作の素材に変更されている。
エンディングテーマ「ハッピーアイスクリーム！」（第1話 - 第11話）
作詞・作曲 - 影山ヒロノブ / 編曲 - 宮崎誠 / 歌 - チーム フォルトゥーナ［倉田亜美（東山奈央）、新垣葵（五十嵐裕美）、西條雛子（大久保瑠美）、一之瀬弥生（黒澤ゆりか）、高宮紗希（日笠陽子）］
挿入歌
「キミと」（第9話）
作詞・歌 - Ray / 作曲・編曲 - 板倉孝徳
「Starting up」（第12話）
作詞・作曲 - rino / 編曲 - h-wonder / 歌 - ChouCho

### 各話リスト
| 話数              | サブタイトル                 | 脚本       | 絵コンテ            | 演出              | 作画監督                                                                |
| ----------------- | ---------------------------- | ---------- | ------------------- | ----------------- | ----------------------------------------------------------------------- |
| 第1話             | 小さな奇跡                   | 高橋ナツコ | 吉原達矢            | 吉原達矢          | 普津澤時ヱ門、大高雄太 和田たくや、実原登                               |
| 第2話             | 海沿いサイクリング           | 高橋ナツコ | 土上いつき          | 土上いつき        | 田中よしのり、実原登 大高雄太、島崎克実                                 |
| 第3話             | 新しい世界                   | 高橋ナツコ | チナ                | チナ              | 実原登、大高雄太 田中よしのり、北條真純 山下秋湖、ちな 普津澤時ヱ門     |
| 第4話             | 秘密のアルバイト             | 高橋ナツコ | 飯田薫久            | 飯田薫久          | 青木真理子、実原登 大高雄太、逵村六 田中よしのり                        |
| 特別編（第4.5話） | わたしのサイクルアルバム     | -          | -                   | 佐藤裕之          | -                                                                       |
| 第5話             | 変わる世界                   | 岡田邦彦   | 吉原達矢            | 相浦和也 吉原達矢 | 実原登、砂川貴哉 大高雄太、逵村六 大野勉、沼田広 鳥島冬美 Cha Sang Hoon |
| 第6話             | フォルトゥーナ               | 成田良美   | 大平直樹 吉原達矢   | 前園文夫          | 小林一三                                                                |
| 第7話             | チームの絆                   | 岡田邦彦   | 内藤明吾 土上いつき | 飯村正之          | 森悦史、柳瀬雄之 飯飼一幸、大野勉 瀧澤茉夕、沼田広                      |
| 第8話             | 広がる世界                   | 高橋ナツコ | 内藤明吾 相浦和也   | 加藤顕            | 細山正樹、青木真理子 高田三郎、輿石暁 YU HYUN JIN                       |
| 第9話             | あづみのオータムライド！前編 | 成田良美   | 飯田薫久            | 飯田薫久 古賀一臣 | 小林一三、伊藤岳史 沼田広                                               |
| 第10話            | あづみのオータムライド！後編 | 成田良美   | 大平直樹            | 飯村正之          | 小林一三、伊藤岳史 実原登、小島えり 吉本雅一、田中ひろのり 大高雄太     |
| 第11話            | 街が動き出す瞬間             | 岡田邦彦   | 高木真司 内藤明吾   | 大平直樹          | 伊藤岳史、逵村六 大西秀明                                               |
| 第12話            | ろんぐらいだぁす！           | 高橋ナツコ | 吉原達矢 内藤明吾   | 吉原達矢          | 伊藤岳史、澤木巳登理                                                    |

### 放送局
| 放送期間                 | 放送時間                     | 放送局     | 対象地域 | 備考                              |
| ------------------------ | ---------------------------- | ---------- | -------- | --------------------------------- |
| 2016年10月8日 - 12月24日 | 土曜 21:00 - 21:30           | AT-X       | 日本全域 | 製作委員会参加 / リピート放送あり |
|                          | 土曜 22:30 - 23:00           | TOKYO MX   | 東京都   |                                   |
|                          |                              | KBS京都    | 京都府   |                                   |
|                          |                              | サンテレビ | 兵庫県   |                                   |
| 2016年10月9日 - 12月25日 | 日曜 3:30 - 4:00（土曜深夜） | BS11       | 日本全域 | 『ANIME+』枠                      |

| 放送期間                | 放送時間                     | 放送局     | 対象地域 | 備考                                  |
| ----------------------- | ---------------------------- | ---------- | -------- | ------------------------------------- |
| 2017年2月5日            | 日曜 13:00 - 19:00           | AT-X       | 日本全域 | 製作委員会参加 / 全話一挙放送内で放送 |
| 2017年2月7日 - 2月8日   | 両日 1:40 - 2:10（両日深夜） | TOKYO MX   | 東京都   |                                       |
| 2017年2月13日           | 月曜 3:00 - 4:00（日曜深夜） | BS11       | 日本全域 | 『ANIME+』枠 / 2話連続放送            |
| 2017年2月19日 - 2月26日 | 日曜 0:00 - 0:30（土曜深夜） | KBS京都    | 京都府   |                                       |
|                         | 日曜 2:00 - 2:30（土曜深夜） | サンテレビ | 兵庫県   |                                       |

| 配信期間                  | 配信時間           | 配信サイト         |
| ------------------------- | ------------------ | ------------------ |
| 2016年10月8日 - 12月24日  | 土曜 22:30 更新    | バンダイチャンネル |
|                           | 土曜 22:30 - 23:00 | AbemaTV            |
|                           | 土曜 23:00 更新    | GYAO!              |
| 2016年10月15日 - 12月31日 | 土曜 22:00 - 22:30 | ニコニコ生放送     |

| 配信期間      | 配信時間           | 配信サイト         | 備考                 |
| ------------- | ------------------ | ------------------ | -------------------- |
| 2017年2月5日  | 日曜 15:00 - 20:00 | AbemaTV            | 全話一挙放送内で放送 |
|               | 不明               | バンダイチャンネル |                      |
| 2017年2月12日 | 日曜 22:00 - 23:00 | ニコニコ生放送     |                      |

### BD / DVD
| 巻 | 発売日         | 収録話          | 規格品番  | 規格品番  |
| 巻 | 発売日         | 収録話          | BD初回版  | DVD初回版 |
| -- | -------------- | --------------- | --------- | --------- |
| 1  | 2016年12月21日 | 第1話 - 第2話   | GNXA-1901 | GNBA-2541 |
| 2  | 2017年2月22日  | 第3話 - 第4話   | GNXA-1902 | GNBA-2542 |
| 3  | 2017年3月24日  | 第5話 - 第6話   | GNXA-1903 | GNBA-2543 |
| 4  | 2017年4月21日  | 第7話 - 第8話   | GNXA-1904 | GNBA-2544 |
| 5  | 2017年5月24日  | 第9話 - 第10話  | GNXA-1905 | GNBA-2545 |
| 6  | 2017年6月28日  | 第11話 - 第12話 | GNXA-1906 | GNBA-2546 |

## イベント
- 2016年（平成28年）10月29日 - 11月27日：新潟県新潟市での「がたふぇすvol.7」において、新潟市マンガ・アニメ情報館で『ろんぐらいだぁす！』展を開催。初日には三宅大志のサイン会、2日目にはトークショーも開催されている[68][69][70]。
- 2017年（平成29年）
  - 2月25日・2月26日：アニメ版パカさん役であった東城咲耶子が「名古屋サイクルトレンド」（愛知県名古屋市・ポートメッセなごや）において「2017トレンドガール」として選出・イベント参加、原作者のサイン会を開催[71][72]。
    - また、東城咲耶子がサイクルスポーツ・2017年3月号では表紙掲載および前述のトレンドガールも含めたCover Storyとしても目次で紹介されている[74]。

  - 3月11日 ：「『ろんぐらいだぁす！』チーム・フォルトゥーナ ZWIFTライド〜ALIENWAREステージ〜」を東京都千代田区外神田の「ALIENWARE STORE AKIBA」にて開催、東城咲耶子がゲスト声優として出演[75][76]。
  - 4月8日 - 5月18日：長野県小諸市の小諸高原美術館・白鳥映雪館（市民展示室）にて「ろんぐらいだぁす！展 in KOMORO」を開催[77]。
    - 5月14日：「グランフォンドKOMORO2017」が長野県小諸市で開催。一迅社も後援となっており、イベント当日にはアニメ版エンディングの作詞である「影山ヒロノブ」がゲストライダーとして参加している[78][79][80]。前日祭として5月13日には東城咲耶子がゲスト出演している[81]。

  - 6月17日：「『ろんぐらいだぁす！』チーム・フォルトゥーナ ZWIFTライド〜ALIENWARE2ndステージ〜」を同年3月の第1回と同じ「ALIENWARE STORE AKIBA」にて開催、東城咲耶子が前回に続きゲスト声優として出演[82][83]。
- 2021年（令和3年）9月30日 - 11月9日：新潟市マンガの家にて『ろんぐらいだぁすとーりーず！』の展示イベントを開催予定[84]。

## コラボレーション企画
- 2017年3月5日、横須賀市観光企画課による「ドル街横須賀サイクルロゲイニング」にてコラボイベントを実施[85]。
- 2017年3月5日から4月9日まで、観音崎京急ホテルがレストラン浜木綿のランチメニューにて、コラボメニューを数量限定で販売[86]。
- 2017年10月8日、小諸市による「KOMOROGAINING（コモロゲイニング）」にてコラボイラストの発表および同図案による観光ポスター制作が発表される[87]。
- 『ろんぐらいだぁすとーりーず！』の第1巻発売を記念して、栃木県宇都宮市のブルワリー・BLUE MAGIが亜美をイメージしたコラボビール「ろんぐらいだぁすとーりーず！コラボビール〜Strawberry Session Ale〜」を醸造し、2021年6月5日から同店で提供[88]。
- 「ろんぐらいだぁすとーりーず！」 の名でブシロードメディアが令和4年4月現在しまなみ海道サイクリングロードの広島県側の無料化の協賛企業になっており[89]、尾道市内に7台のコラボ自動販売機(コカ・コーラボトラーズジャパン4台、アサヒ飲料3台)が設置されている[90]。